# جون آدم
جون آدم (بالإنجليزية: John Adam)‏ هو سياسي أمريكي، ولد في 7 مارس 1860. انتخب عضو جمعية ولاية ويسكونسن.